# Râul Ceița
Râul Ceița este un curs de apă, afluent al râului Telcișor. 